# Новоивановка (Красноярский край)
Новоивановка — село в Краснотуранском районе Красноярского края. Входит в состав Тубинского сельсовета.

## География
Деревня находится в юго-западной части края, в пределах Минусинской котловины, на левом берегу ручья Мокрый, при автодороге 04К-546, на расстоянии приблизительно 40 километров (по прямой) к юго-востоку от села Краснотуранск, административного центра района. Абсолютная высота — 342 метра над уровнем моря.
Климат
Климат характеризуется как резко континентальный, с продолжительной морозной зимой и жарким летом. Среднегодовая температура воздуха составляет −1,6°С. Средняя температура воздуха самого тёплого месяца (июля) составляет 18,9 °C (абсолютный максимум — 34 °C); самого холодного (января) — −23,2 °C (абсолютный минимум — −54 °C). Среднегодовое количество атмосферных осадков составляет 389 мм, из которых 82 % выпадает в тёплый период.

## Население
| 2010 |
| ---- |
| 198  |

Половой состав
По данным Всероссийской переписи населения 2010 года в гендерной структуре населения мужчины составляли 50 %, женщины — соответственно также 50 %.
Национальный состав
Согласно результатам переписи 2002 года, в национальной структуре населения русские составляли 94 % из 180 чел.